# Alex Rădulescu
Alex Rădulescu (Bucarest, 7 dicembre 1974) è un ex tennista tedesco.

## Carriera
In carriera ha raggiunto una finale in singolare al Chennai Open nel 1997. Nei tornei del Grande Slam ha ottenuto il suo miglior risultato raggiungendo i quarti di finale nel singolare a Wimbledon nel 1996.

## Statistiche

### Singolare

#### Finali perse (1)
| Numero | Anno           | Torneo                | Superficie | Avversario in finale | Punteggio     |
| 1.     | 14 aprile 1997 | Chennai Open, Chennai | Cemento    | Mikael Tillström     | 4-6, 6-4, 5–7 |